# Arco di Nerone

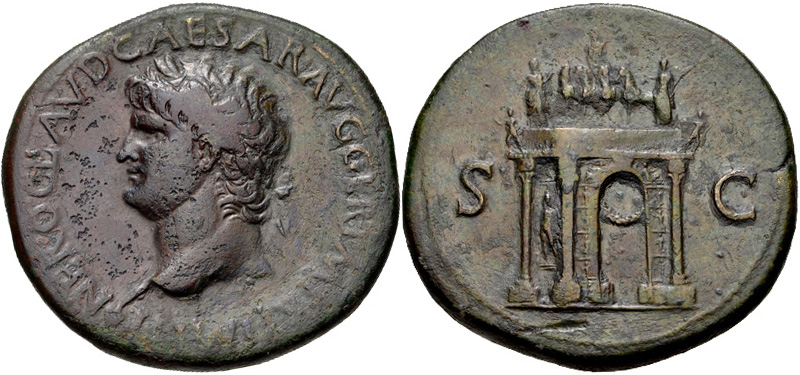
Nero. AD 54-68. Æ Sestertius (36mm, 26.67 g, 6h). Zecca di Lugdunum (Lione). Coniato circa 65 d.C.

L'Arco di Nerone (in latino Arcus Neronis) era un arco trionfale dell'antica Roma, ora perduto, dedicato all'imperatore romano Nerone.

## Storia
L'arco fu eretto negli anni compresi tra il 58 e il 62 d.C. per commemorare le vittorie di Gneo Domizio Corbulone in Partia.
Molto probabilmente, l'arco fu distrutto poco dopo la morte di Nerone nel 68 d.C..

## Topografia
L'arco era collocato sul pendio del Campidoglio, in un luogo chiamato inter duos lucos ("tra i due boschi sacri"), coincidente con l'Asylum, in mezzo fra le colline dell'Arx e quella del Capitolium (in medio Capitolini montis).
Secondo un'ipotesi, sormontava il Clivus Capitolinus alla stessa maniera degli archi trionfali repubblicani antecedenti, come l'arco di Scipione l'Africano, e potrebbe essere stato l'ultimo che si attraversava prima di entrare nell'Area Capitolina.

## Descrizione
Noto da raffigurazioni su monete coniate a partire dal 64 d.C. dove è raffigurato in visione prospettica sul rovescio, l'arco era a singolo fornice ed era sormontato da una quadriga condotta dalle figure della Victoria e della Pax.
Gli angoli dell'attico erano occupate da statue in bronzo di soldati romani. La vista prospettica permette di porre in evidenza la presenza di una statua colossale raffigurante Marte, che occupava un vano laterale dell'arco.
Le colonne e l'arco erano decorati con rilievi elaborati, una pratica innovativa all'epoca che fu poi ampiamente riutilizzata.